# Runge-Kutta-Verfahren

Einige Runge-Kutta-Verfahren im Vergleich.

Die nach Carl Runge und Martin Wilhelm Kutta benannten {\displaystyle s}-stufigen Runge-Kutta-Verfahren sind Einschrittverfahren zur näherungsweisen Lösung von Anfangswertproblemen in der numerischen Mathematik. Wenn von dem Runge-Kutta-Verfahren gesprochen wird, ist in der Regel das klassische Runge-Kutta-Verfahren gemeint; dieses bildet jedoch nur einen Spezialfall dieser Familie von Verfahren.

## Allgemeine Formulierung
Gegeben sei ein Anfangswertproblem:
{\displaystyle y'(t)=f\left(t,y(t)\right),\quad y(t_{0})=y_{0},\quad y\colon \mathbb {R} \to \mathbb {R} ^{d}}
mit exakter Lösung {\displaystyle y(t)}. Die exakte Lösung kann im Allgemeinen nicht oder nicht effizient angegeben werden, weshalb man sich mit einer Näherung {\displaystyle y_{n}} an diskreten Stellen {\displaystyle t_{n}} begnügt. Es gibt verschiedene Methoden zur Berechnung dieser Näherung, zum Beispiel Einschrittverfahren, wie diese Runge-Kutta-Verfahren, oder Mehrschrittverfahren.
Die {\displaystyle s}-stufigen Runge-Kutta-Verfahren sind Einschrittverfahren, die durch Ausdrücke der folgenden Art gegeben sind:
{\displaystyle y_{n+1}=y_{n}+h\sum _{j=1}^{s}b_{j}k_{j}.}
Dabei bezeichnet {\displaystyle h} die Schrittweite zwischen den aufeinanderfolgenden Stützstellen {\displaystyle t_{n}} und {\displaystyle t_{n+1}}. Die Koeffizienten {\displaystyle b_{j}} definieren das jeweilige Verfahren und können als Gewichte der Quadraturformel für das Integral {\displaystyle \textstyle \int _{t_{n}}^{t_{n+1}}f(t,y(t))\mathrm {d} t} interpretiert werden. Die Größen {\displaystyle k_{j}} bezeichnet man als Zwischenschritte, sie entsprechen Auswertungen der rechten Seite {\displaystyle f} an bestimmten Knoten:
{\displaystyle k_{j}=f\left(t_{n}+hc_{j},y_{n}+h\sum _{l=1}^{s}a_{jl}k_{l}\right),\,j=1,...,s.}
Die {\displaystyle c_{j}} und {\displaystyle a_{jl}} sind weitere für das Verfahren charakteristische Koeffizienten und können als Knoten und Gewichte der Quadraturformeln zur Berechnung der {\displaystyle k_{j}} verstanden werden.
Ein allgemeines Runge-Kutta-Verfahren ist implizit, es müssen also zur Bestimmung der {\displaystyle k_{j}} (lineare oder nichtlineare, je nach Aufbau von {\displaystyle f}) Gleichungssysteme gelöst werden, weil in der Formel für {\displaystyle k_{j}} sowohl links wie auch rechts alle {\displaystyle k_{.}} vorkommen. Gilt aber {\displaystyle a_{jl}=0} für alle {\displaystyle l\geq j}, dann ist das Verfahren explizit, d. h. man muss kein Gleichungssystem lösen: Denn dann kann man jedes {\displaystyle k_{j}} aus den vorher bestimmten {\displaystyle k_{l}} mit {\displaystyle l<j} ermitteln.
Die Steuerung der Schrittweite {\displaystyle h} ist von besonderem Interesse. Man kann sich leicht vorstellen, dass die Funktion in Bereichen, in denen nur geringe Änderungen zwischen {\displaystyle y_{n+1}} und {\displaystyle y_{n}} vorliegen, mit weniger Rechenschritten auskommt als in solchen, in denen schnelle Änderungen vorliegen.

### Beispiel
Ein Beispiel ist das dreistufige Runge-Kutta-Verfahren: {\displaystyle \textstyle y_{n+1}=y_{n}+h\cdot ({\frac {1}{6}}k_{1}+{\frac {4}{6}}k_{2}+{\frac {1}{6}}k_{3})} mit den Zwischenstufen
{\displaystyle k_{1}=f(t_{n},y_{n})\quad }
{\displaystyle k_{2}=f\left(t_{n}+{\frac {h}{2}},y_{n}+{\frac {h}{2}}k_{1}\right)\quad }
{\displaystyle k_{3}=f(t_{n}+h,y_{n}-hk_{1}+2hk_{2})\quad }

## Butcher-Tableau
Man kann die charakteristischen Koeffizienten {\displaystyle c_{j}}, {\displaystyle b_{j}}, {\displaystyle a_{jl}} übersichtlich im Runge-Kutta-Tableau (auch Butcher-Schema, -Tableau oder engl. Butcher array genannt) anordnen. Hierbei ist die Matrix A bei einem expliziten Verfahren eine strikte untere Dreiecksmatrix (Nilpotente Dreiecksmatrix).
{\displaystyle {\begin{array}{c|c}\mathbf {c} &A\\\hline &\mathbf {b^{T}} \\\end{array}}={\begin{array}{c|cccc}c_{1}&a_{11}&a_{12}&\dots &a_{1s}\\c_{2}&a_{21}&a_{22}&\dots &a_{2s}\\\vdots &\vdots &\vdots &\ddots &\vdots \\c_{s}&a_{s1}&a_{s2}&\dots &a_{ss}\\\hline &b_{1}&b_{2}&\dots &b_{s}\\\end{array}}\;,}  {\displaystyle c={\begin{bmatrix}c_{1}\\\vdots \\c_{j}\\\vdots \\c_{s}\end{bmatrix}}\;,\quad b={\begin{bmatrix}b_{1}\\\vdots \\b_{j}\\\vdots \\b_{s}\end{bmatrix}}\;,\quad A={\begin{bmatrix}a_{11}&\dots &a_{1l}&\dots &a_{1s}\\\vdots &\ddots &\vdots &\ddots &\vdots \\a_{j1}&\dots &a_{jl}&\dots &a_{js}\\\vdots &\ddots &\vdots &\ddots &\vdots \\a_{s1}&\dots &a_{sl}&\dots &a_{ss}\\\end{bmatrix}}\;.}

## Konsistenzordnung und Konvergenzordnung
Eine wichtige Eigenschaft zum Vergleich von Verfahren ist die Konsistenzordnung, die auf dem Begriff des lokalen Diskretisierungsfehlers {\displaystyle \tau =y_{n+1}-y(t_{n+1})} beruht. Dabei ist {\displaystyle y_{n+1}} die numerische Lösung nach einem Schritt und {\displaystyle y(t_{n+1})} die exakte Lösung. Ein Einschrittverfahren heißt konsistent von der Ordnung {\displaystyle p} (hat Konsistenzordnung {\displaystyle p}), falls für den lokalen Diskretisierungsfehler gilt:
{\displaystyle \tau \leq {\mathcal {O}}(h^{p+1})} (Zur Notation siehe Landau-Symbole).
Die Konsistenzordnung kann durch Taylorentwicklung von {\displaystyle \tau } oder der exakten und numerischen Lösung bestimmt werden. Allgemein gilt:
Konsistenzordnung {\displaystyle p} und Stabilität {\displaystyle \Rightarrow } Konvergenzordnung {\displaystyle p}
Bei Einschrittverfahren wie den Runge-Kutta-Verfahren gilt sogar, sofern {\displaystyle f} und die Verfahrensvorschrift Lipschitz-stetig sind:
Konsistenzordnung {\displaystyle p} {\displaystyle \Rightarrow } Konvergenzordnung {\displaystyle p}
Aus der Konsistenzbedingung (z. B. soll das Verfahren Ordnung 4 haben) ergeben sich Konsistenzgleichungen (engl. conditions) für die Koeffizienten des Runge-Kutta-Verfahrens. Die Gleichungen und ihre Anzahl können mit Hilfe von Taylorentwicklung oder der Theorie der Butcher-Bäume ermittelt werden. Mit zunehmender Ordnung wächst die Zahl der zu lösenden nicht-linearen Konsistenzgleichungen schnell an. Das Aufstellen der Konsistenzgleichungen ist bereits nicht einfach, kann jedoch mit Hilfe der Butcher-Bäume von Computeralgebrasystemen erledigt werden. Das Lösen ist allerdings noch schwieriger und bedarf Erfahrung und Fingerspitzengefühl, um „gute“ Koeffizienten zu erhalten.
Ein explizites {\displaystyle s}-stufiges Runge-Kutta-Verfahren hat höchstens Konvergenzordnung {\displaystyle s}, ein implizites dagegen bis zu {\displaystyle 2s}.
Um die Genauigkeit eines Ergebnisses zu verbessern, gibt es zwei Möglichkeiten:
1. Man kann die Schrittweite verkleinern, das heißt, man erhöht die Anzahl der Diskretisierungspunkte.
2. Man kann Verfahren höherer Konvergenzordnung wählen.

Welche Strategie die bessere ist, hängt von der konkreten Problemstellung ab, die Erhöhung der Konvergenzordnung ist allerdings nur bis zu einer bestimmten Grenze sinnvoll, da wegen der Butcher-Schranken die Stufenzahl {\displaystyle s} schneller wächst als die Ordnung {\displaystyle p}. Für {\displaystyle s\geq 5} existiert beispielsweise kein explizites {\displaystyle s}-stufiges RKV der Konvergenzordnung {\displaystyle q=s}.

## Implizite Runge-Kutta-Verfahren
Explizite Verfahren haben den Vorteil, dass die Stufen durch sukzessives Einsetzen berechenbar sind, beim impliziten Verfahren muss dagegen je nach Form der rechten Seite {\displaystyle f\in \mathbb {R} ^{d}} ein lineares oder nichtlineares Gleichungssystem mit {\displaystyle s\cdot d} Unbekannten gelöst werden, was pro Zeitschritt einen wesentlich höheren Aufwand darstellt. Der Grund, warum implizite Verfahren überhaupt in Betracht gezogen werden, ist, dass explizite Runge-Kutta-Verfahren stets ein beschränktes Stabilitätsgebiet haben, während implizite Runge-Kutta-Verfahren für praktisch beliebig hohe Ordnungen A-stabil sein können und damit Einschränkungen an den Zeitschritt nur aufgrund von Genauigkeitsüberlegungen und nicht aufgrund von Stabilitätsbeschränkungen notwendig sind. Dies ist insbesondere bei steifen Anfangswertproblemen und differentiell-algebraischen Gleichungen interessant.
Die maximale Ordnung eines {\displaystyle s}-stufigen Runge-Kutta-Verfahrens ist {\displaystyle 2s}. Diese wird ausschließlich durch die Gauß-Legendre-Verfahren erzielt, bei denen die Quadraturformeln zur Konstruktion des Runge-Kutta-Verfahren den Gauß-Legendre-Formeln entsprechen. Ordnung {\displaystyle 2s-1} wird etwa mittels Radau-Formeln erzielt, die Runge-Kutta-Verfahren heißen dann Radau-Verfahren, während Ordnung {\displaystyle 2s-2} über Lobatto-Formeln erzielt wird, die Verfahren heißen dann Lobatto-Verfahren.
Um die Lösung eines Gleichungssystems mit {\displaystyle s\cdot d} Unbekannten zu umgehen, werden häufig Diagonal Implizite Runge-Kutta-Verfahren (kurz DIRK) genutzt. Dabei hat die Matrix {\displaystyle A} im Butcher-Array Dreieckform, alle Einträge rechts oberhalb der Diagonalen sind also Null. Dies entkoppelt das große Gleichungssystem in eine Sequenz von {\displaystyle s} Gleichungssystemen. Ist darüber hinaus der Koeffizient auf der Diagonalen konstant, spricht man von einem SDIRK-Verfahren (für singly diagonal). Sind die Koeffizienten in der letzten Zeile von {\displaystyle A} identisch mit denen des Vektors {\displaystyle b}, so wird etwas Aufwand gespart, insbesondere sind die Verfahren dann aber auch L-stabil. Diese Vereinfachung geschieht auf Kosten der maximalen Ordnung: {\displaystyle s}-stufige DIRK-Verfahren haben maximal Ordnung {\displaystyle s+1}, wobei dieses Maximum nicht für beliebige Stufen erreicht werden kann. Die in der Praxis verwandten Verfahren haben in der Regel Ordnung {\displaystyle s} oder weniger.
Als Alternative zu DIRK-Verfahren haben sich noch die linear impliziten Verfahren etabliert, insbesondere die Rosenbrock-Wanner-Verfahren, bei denen die nichtlinearen Gleichungen durch lineare angenähert werden.

## Schrittweitensteuerung: Eingebettete Verfahren
Wenn Probleme in der numerischen Approximation gefunden werden, wie zum Beispiel zusätzliche dissipative Effekte, kann die Schrittweite {\textstyle h_{i}} auch automatisch an Schätzungen der lokalen Fehler {\displaystyle \epsilon } angepasst werden:
Beim Runge-Kutta-Verfahren kann der lokale Fehler {\displaystyle \epsilon } durch den Vergleich zweier verschiedener Sätze an Koeffizienten {\displaystyle b_{j}} und {\displaystyle {\hat {b}}_{j}} unterschiedlicher Ordnung abgeschätzt werden. Die Differenz der Vorhersagen mit den unterschiedlichen Koeffizienten
{\displaystyle y_{n+1}-{\hat {y}}_{n+1}=h_{i}\sum _{j=1}^{s}(b_{j}-{\hat {b}}_{j})k_{j}}
verwendet die bereits berechneten Zwischenschritte {\textstyle k_{j}} wieder und wird zur Schätzung des lokalen Fehlers {\displaystyle \epsilon } verwendet. Die Schrittweite {\displaystyle h_{i}} wird entsprechend diesem lokalen Fehler {\displaystyle \epsilon } angepasst. Das führt je nach Algorithmus zur Wiederholung der Berechnung mit kleinerer Schrittweite.
Die Bestimmung einer neuen Schrittweite aus dem Fehlerschätzer kann über verschiedene Schrittweitensteuerungen erfolgen. Die bekanntesten eingebetteten Verfahren sind das Runge-Kutta-Fehlberg-Verfahren sowie die Dormand-Prince-Formeln(DOPRI).

## Geschichte
Die ersten Runge-Kutta-Verfahren wurden um 1900 von Karl Heun, Martin Wilhelm Kutta, und Carl Runge entwickelt. In den 1960ern entwickelte John C. Butcher mit den vereinfachenden Bedingungen und dem Butcher-Tableau Werkzeuge, um Verfahren höherer Ordnung zu entwickeln. Ernst Hairer fand 1978 ein Verfahren 8. Ordnung mit zehn Stufen.

## Beispiele
Das explizite Euler-Verfahren (Ordnung 1):
{\displaystyle {\begin{array}{c|c}0\\\hline &1\end{array}}}
Das implizite Euler-Verfahren (Ordnung 1):
{\displaystyle {\begin{array}{c|c}1&1\\\hline &1\end{array}}}
Das Heun-Verfahren (Ordnung 2):
{\displaystyle {\begin{array}{c|cc}0\\1&1\\\hline &{\frac {1}{2}}&{\frac {1}{2}}\end{array}}}
Das Runge-Kutta-Verfahren der Ordnung 2:
{\displaystyle {\begin{array}{c|cc}0\\{\frac {1}{2}}&{\frac {1}{2}}\\\hline &0&1\end{array}}}
Das implizite Trapez-Verfahren der Ordnung 2:
{\displaystyle {\begin{array}{c|cc}0\\1&{\frac {1}{2}}&{\frac {1}{2}}\\\hline &{\frac {1}{2}}&{\frac {1}{2}}\end{array}}}
Das Runge-Kutta-Verfahren der Ordnung 3 (vgl. Simpsonregel):
{\displaystyle {\begin{array}{c|ccc}0&&&\\{\frac {1}{2}}&{\frac {1}{2}}&&\\1&-1&2&\\\hline &{\frac {1}{6}}&{\frac {4}{6}}&{\frac {1}{6}}\end{array}}}
Das Heun-Verfahren 3. Ordnung:
{\displaystyle {\begin{array}{c|ccc}0\\{\frac {1}{3}}&{\frac {1}{3}}\\{\frac {2}{3}}&0&{\frac {2}{3}}\\\hline &{\frac {1}{4}}&0&{\frac {3}{4}}\end{array}}}
Das klassische Runge-Kutta-Verfahren (Ordnung 4):
{\displaystyle {\begin{array}{c|cccc}0&&&&\\{\frac {1}{2}}&{\frac {1}{2}}&&&\\{\frac {1}{2}}&0&{\frac {1}{2}}&&\\1&0&0&1&\\\hline &{\frac {1}{6}}&{\frac {1}{3}}&{\frac {1}{3}}&{\frac {1}{6}}\end{array}}}